# Міхаловиці (станція)
Міхаловиці (пол. Michałowice) — пасажирська станція польської залізниці, розташована в однойменному селі, яка обслуговує приміські маршрути WKD. 